# دوغ بيترسون (متزحلق)
دوغ بيترسون (بالإنجليزية: Doug Peterson)‏ هو متزحلق أمريكي، ولد في 11 مايو 1953 في منيابولس في الولايات المتحدة.

## وصلات خارجية
- دوغ بيترسون على موقع أوليمبيديا (الإنجليزية)